# Simeon al Ierusalimului
Simeon al Ierusalimului, fiul lui Clopas, a fost un conducător creștin evreu⁠(d) și, conform majorității tradițiilor creștine, al doilea episcop al Ierusalimului (62 sau 70–107).

## Biografie
În Istoria Bisericii Eusebiu din Cezareea redă lista acestor episcopi. Potrivit tradiției, primul episcop al Ierusalimului a fost Iacob cel Drept, „ruda Domnului”, care, potrivit lui Eusebiu, a spus că a fost numit episcop de către apostolii Petru, Iacob (pe care Eusebiu îl identifică cu Iacob, fiul lui Zevedeu) și Apostolul Ioan.
Potrivit lui Eusebiu, Simeon al Ierusalimului a fost ales succesorul lui Iacob după cucerirea Ierusalimului, care a avut loc imediat după martiriul lui Iacob (adică nu mai devreme de 70 d.Hr.), ceea ce pune relatarea în acord cu cea a Flavius Josephus, care pune prima arestare a lui Iacob și eliberarea ulterioară de către procuratorul Lucceius Albinus⁠(d) în 63 d.Hr. iar notele de subsol moderne arată că martiriul său a avut loc la câțiva ani după aceea, cu puțin timp înainte de distrugerea Ierusalimului.
„După martiriul lui Iacob și cucerirea Ierusalimului care a urmat imediat, se spune că aceia dintre apostolii și ucenicii Domnului care încă trăiau s-au adunat din toate direcțiile cu cei care erau înrudiți cu Domnul după trup (căci majoritatea dintre ei erau încă în viață) pentru a lua sfat cu privire la cine era vrednic să-i succeadă lui Iacob. Toți, cu un singur consimțământ, l-au pronunțat pe Simeon, fiul lui Clopas, despre care evanghelia menționează și el; să fie vrednici de tronul episcopal al acelei parohii. Era văr, cum se spune, al Mântuitorului. Căci Hegesippus consemnează că Clopas era fratele lui Iosif.”
Potrivit Hegesippus⁠(<span title="Hegesippus (cronicar)|Hegesippus la Wikidata">d), Simeon l-a învins pe Thebutis, pe care părinții Bisericii l-au considerat eretic iudaizant⁠(<span title="Iudaizare|iudaizant la Wikidata">d), și i-a condus pe cei mai mulți dintre creștini la  Pella înainte de izbucnirea Primului Război Romano-Evreiesc în 66 și distrugerea Templului lui Irod în 70.

## Identificări
Simeon este uneori identificat cu Simon (fratele lui Isus)⁠(d), „Frații lui Isus”, care este menționat în treacăt în Biblie (Matei 13:55, Marcu 6.3) și citându-l pe Hegesippus referindu-se la el ca al doilea episcop al Ierusalimului și ca văr al lui Isus. Alții exegeți consideră că frații sunt frați actuali, iar formularea lui Hegesippus ca subsumând atât pe Iacob, cât și pe Simeon sub un termen mai general.
El a fost, de asemenea, identificat cu apostolul Simon Zelotul.